# دينيس كوسبيرت
ديزو دوغ (بالألمانية: Deso Dogg) واسمه الحقيقي دينيس كوسبيرت (بالألمانية: Denis Cuspert)‏ (18 أكتوبر 1975 - 17 يناير 2018) رابر ألماني سابق أصدر العديد من الألبومات بعد عقد مع شركة الإسطوانات ستريتلايف أنترتينمنت (Streetlife Entertainment).

## حياته
ديزو دوغ ولد عام 1975 في كروزبورغ، في إحدى ضواحي برلين، ألمانيا لأب غاني وأم ألمانية. بعد ترك والده البيت الزوجي، تزوجت أمه من جندي أميركي، إلا أن الخلافات استعرت بين ديزو دوغ وزوج والدته فترك البيت ليكرّس حياته لموسيقى الغانغستر راب (Gangsta rap). بعد إصدار عدد من ألبومات الراب بالألمانية بين الأعوام 2006 و2009، مثل ألبوم Schwarzer Engel وAlle Augen auf mich وألبوم مشترك مع جاشا بعنوان Geeni'z، أشهر إسلامه متخذا اسم أبو طلحة Abou Maleeq معلنا اعتزاله للراب وأصدر بعد إعلان اعتزاله بعض الأناشيد الإسلامية.
وبعد حصول إشكالات عدة مع السلطات الأمنية الألمانية خصوصا بعد ارتباطاته الدينية بعناصر متطرفة، وتحديدا مع الداعية السلفي محمد محمود المعروف بأبو أسامة الغريب مؤسس موقع Global Islamic Media Front ومنظمة «ملّة إبراهيم» السلفية، ترك أبو مالك ألمانيا، وعاش في مصر قبل انتقاله إلى سوريا للقتال في صفوف المعارضة السورية ضد نظام الرئيس بشار الأسد، متخذا الاسم الحركي أبو طلحة الألماني وداعيا عبر فيديوات عديدة سجلها في سوريا بالألمانية أخوته المسلمين في ألمانيا إلى الانضمام في صفوف الجهاديين.

## إصابته وإشاعات عن مقتله
جرح أبو طلحة الألماني بعد قصف للطيران السوري في شمال البلد، إلا أنه نجى من الموت بالرغم من أنباء أكدت مقتله. أعلن الولاء إلى المنظمة الجهادية المسماة الدولة الإسلامية في العراق والشام (والمعروفة أيضا بـ «داعش») مبايعا زعيمها أبو بكر البغدادي.
سرت إشاعات عدة عن وفاته على إثر عملية انتحارية لـجبهة النصرة على مقر للدولة الإسلامية في شرق سوريا، في أكتوبر 2015، وذلك على إثر خلافات حادة بين جماعات الدولة الإسلامية في العراق والشام (داعش) وجبهة النصرة. إلا أن التقارير الرسمية لم تؤكد صحة هذه التكهنات في اليوم التالي.

## وفاته
ذكر موقع سايت إنتليجنس غروب الأمريكي المتخصص بالمواقع الجهادية، أن كوسبيرت قتل في مدينة دير الزور في 17 يناير 2018، وأعلمت تقارير أن وفاته هذه المرة مؤكدة لوجود صورة توثق مقتله.

## روابط خارجية
- دينيس كوسبيرت على موقع IMDb (الإنجليزية)
- دينيس كوسبيرت على موقع ميوزك برينز (الإنجليزية)
- دينيس كوسبيرت على موقع ديسكوغز (الإنجليزية)